# Theodore TR1
O  TR1  é o modelo da Theodore Racing da temporada de 1978 da F1. Foi guiado por Eddie Cheever e Keke Rosberg.